# Lood(II)bromide
Lood(II)bromide is een anorganische verbinding van lood, met als brutoformule PbBr2. De zuivere stof komt voor als een wit reukloos poeder, dat slecht oplosbaar is in water.
Lood(II)bromide wordt onder andere geproduceerd bij de verbranding van loodhoudende benzine. Bronnen hiervoor zijn 1,2-dibroomethaan en tetra-ethyllood.

## Synthese
Lood(II)bromide kan bereid worden door lood(II)oxide te behandelen met waterstofbromide:
{\displaystyle \mathrm {PbO\ +\ 2\ HBr\ \longrightarrow \ PbBr_{2}\ +\ H_{2}O} }
Alternatieve methoden maken gebruik van de slechte oplosbaarheid van lood(II)bromide in water. Door wateroplosbare lood(II)zouten, zoals lood(II)nitraat, te behandelen met bromidezouten (zoals natriumbromide), wordt een neerslag van lood(II)bromide in water gevormd:
{\displaystyle \mathrm {Pb(NO_{3})_{2}\ +\ 2\ NaBr\ \longrightarrow \ PbBr_{2}\downarrow +\ 2\ NaNO_{3}} }

## Toxicologie en veiligheid
Zoals de meeste loodhoudende verbindingen wordt ook lood(II)bromide gecategoriseerd als mogelijk carcinogeen voor de mens (klasse 2A volgens het IARC).